# Rapala nissa
Rapala nissa is een vlinder uit de familie van de Lycaenidae. De wetenschappelijke naam van de soort is voor het eerst gepubliceerd in 1844 door Vincenz Kollar.
De soort komt voor in Tibet, India, Myanmar, Maleisië en Indonesië (Java, Sumatra).

## Ondersoorten
- Rapala nissa nissa (Noord-India)
- Rapala nissa ranta Swinhoe, 1897 (Assam in India)
  - = Rapala ranta Swinhoe, 1897
- Rapala nissa nissoides Swinhoe, 1915 (Myanmar)
- Rapala nissa pahangana Pendlebury & Corbet, 1933 (Maleisië)
  - = Rapala pahangana Pendlebury & Corbet, 1933
- Rapala nissa palamera Fruhstorfer, 1912 (Sumatra)
- Rapala nissa odosia Fruhstorfer, 1912 (Java)